# Kalksburger Friedhof

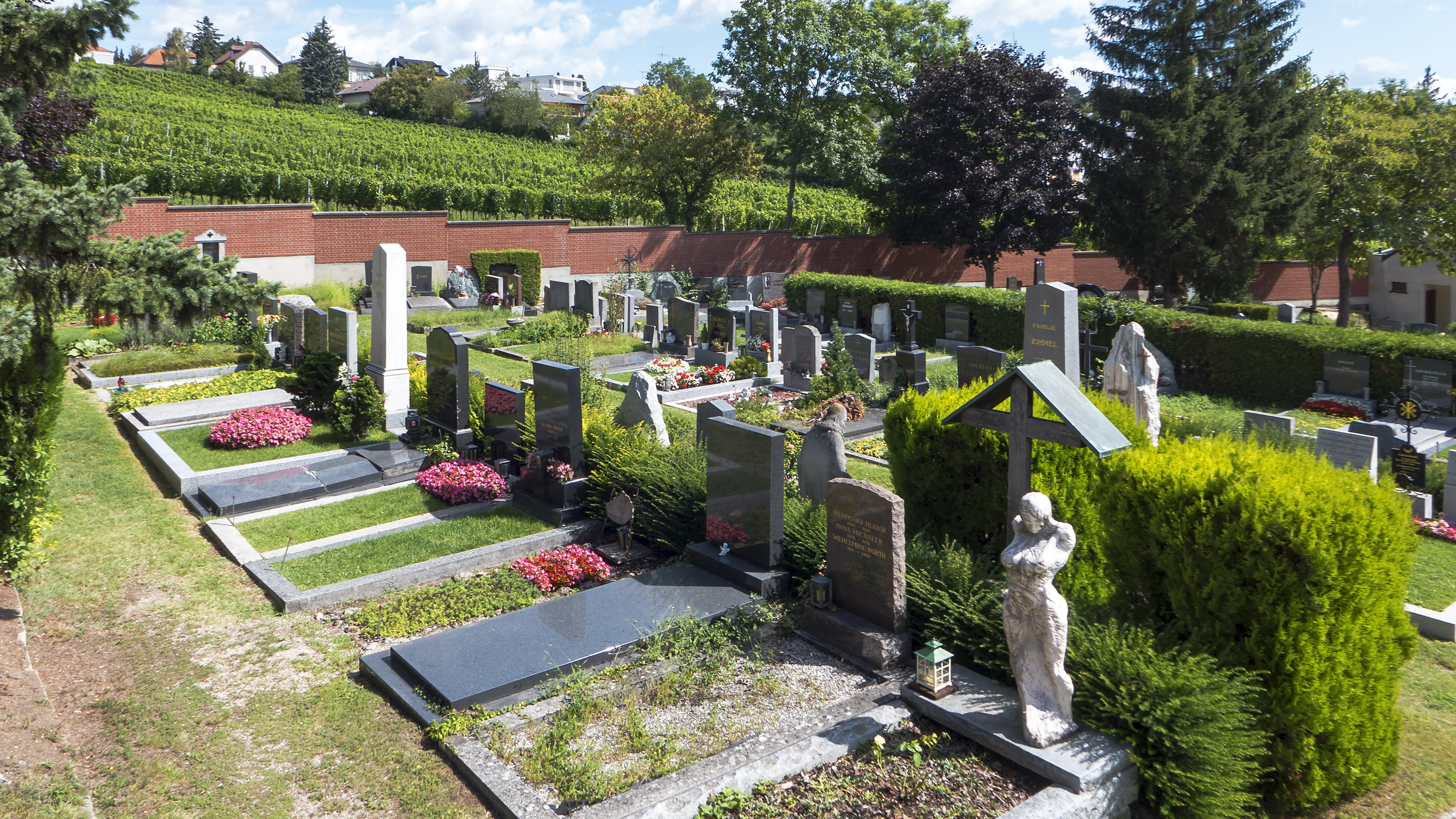
Friedhof Kalksburg

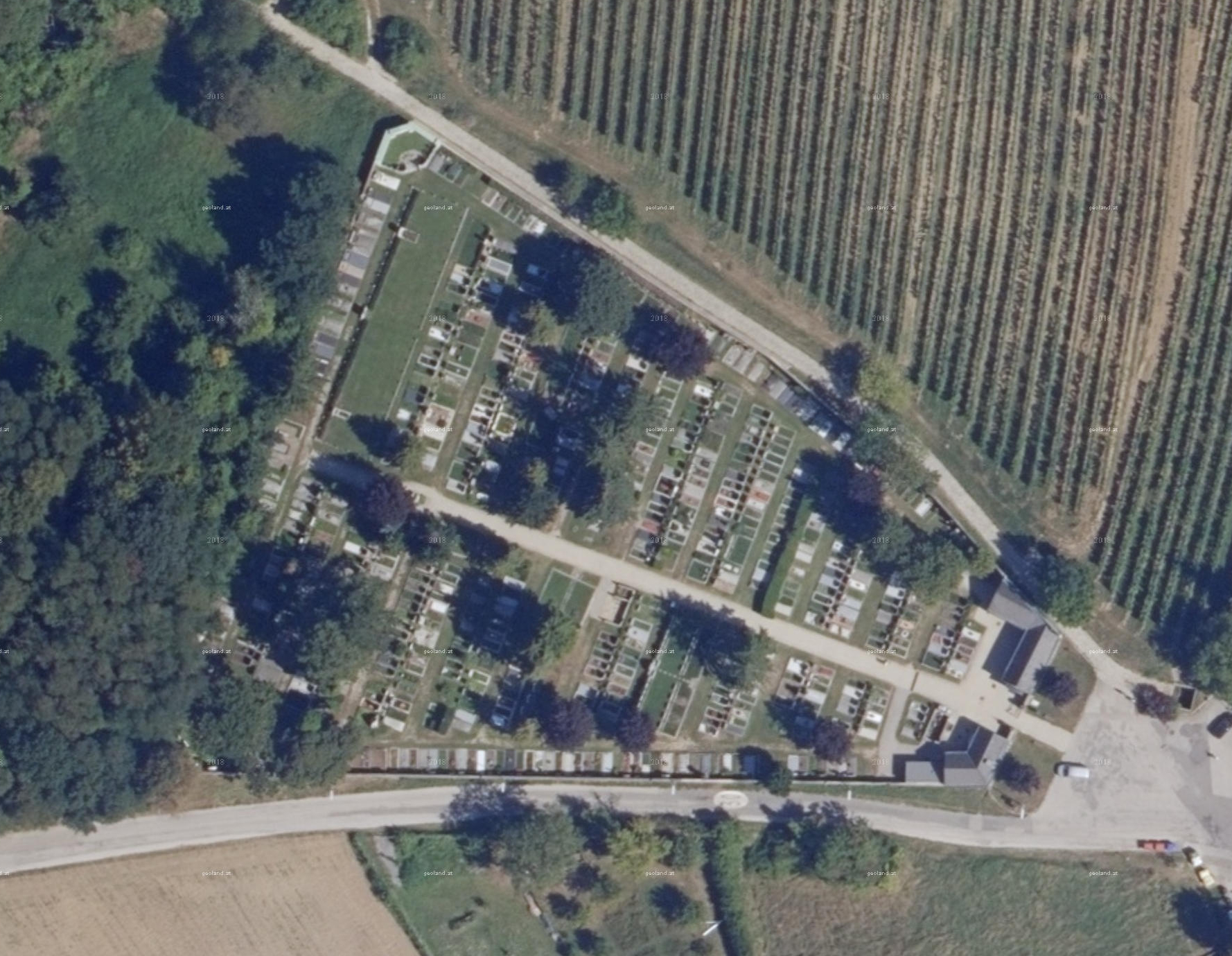
Orthofoto des Friedhof Kalksburg

Der Friedhof Kalksburg ist ein Friedhof im 23. Wiener Gemeindebezirk Liesing.

## Lage
Der Friedhof Kalksburg liegt im südwestlichen Teil des Bezirkes Liesing im Bezirksteil Kalksburg an der Zemlinskygasse 26. Der Friedhof hat eine dreieckige Form und liegt im Nordosten des Bezirksteils in großteils unverbautem Gebiet. Nördlich des Friedhofes befinden sich die Weinriede des Neubergs, südlich und westlich schließen sich unverbauten Flächen an. Der Friedhof von Kalksburg umfasst eine Fläche von 7.658 Quadratmeter und beherbergt 810 Grabstellen. Er gehört damit zu den kleinsten Friedhöfen Wiens.

## Geschichte
Kalksburg wurde 1783 trotz der geringen Einwohnerzahl zu einer Lokalkaplanei erhoben und von Atzgersdorf ausgepfarrt. 1805 wurde Kalksburg zur Pfarre erhoben. Herrschaftsbesitzer Franz von Mack ließ einen Ortsfriedhof am Eingang des Gütenbachtals errichten, wo er 1793 eine Familiengruft erbauen ließ. Der Friedhof musste jedoch am 19. Dezember 1893 aus sanitären Gründen aufgelassen werden. Die Errichtung eines neuen Friedhofes an der Grenze zu Rodaun wurde 1892 durch das Ministerium des Innern bestätigt.

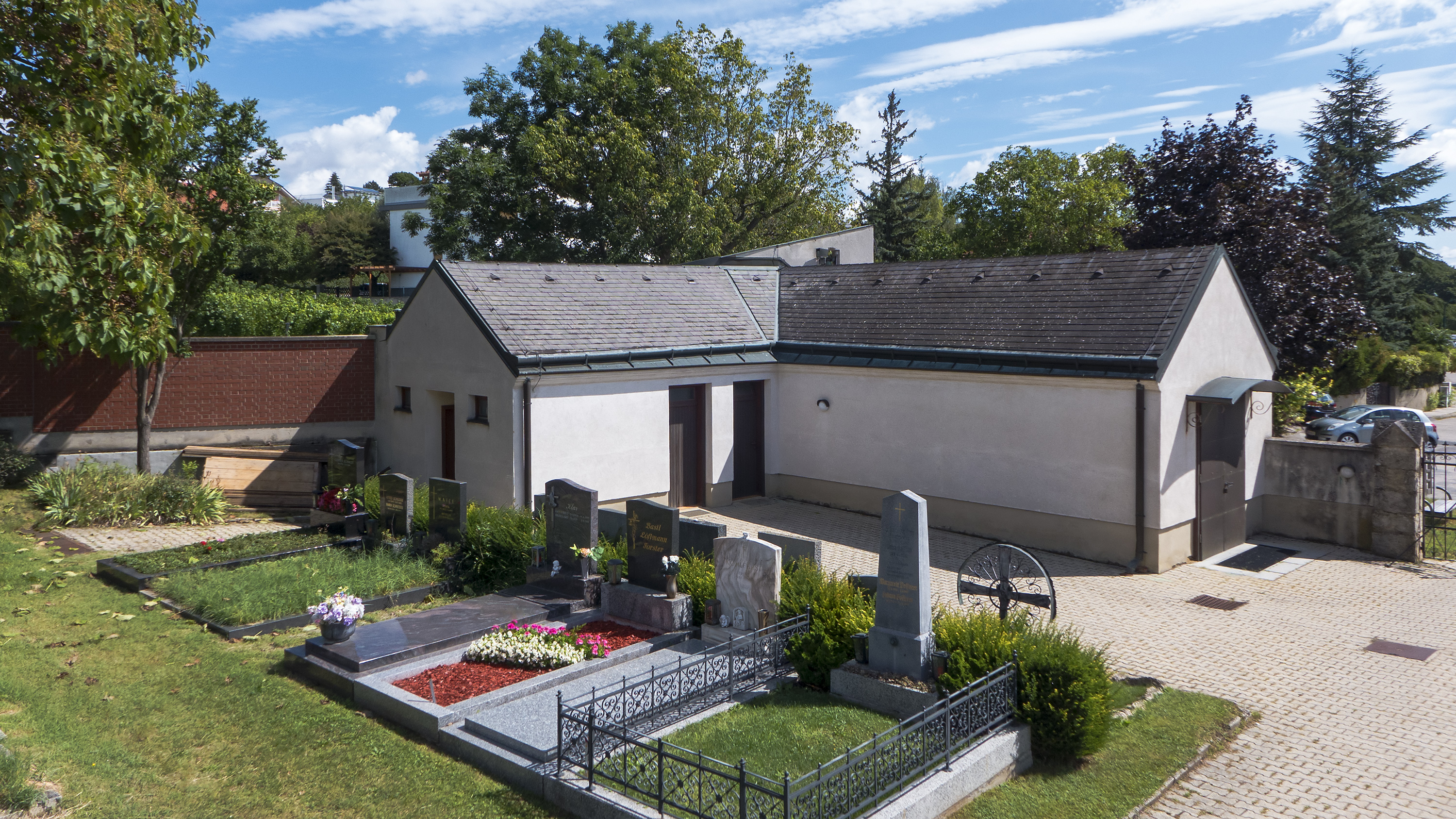
Die Aufbahrungshalle

Nach einem Gemeinderatsbeschluss 1965 durften am Friedhof Kalksburg sowie auf weiteren Wiener Friedhöfen keine neuen oder heimgefallenen Gräber mehr vergeben werden. Die Schließung der Friedhöfe sollte 1975 erfolgen. Nachdem die Sperrfrist 1975 um zehn Jahre verlängert worden war, kippte eine 1980 durchgeführte Volksbefragung das Gesetz. Der Sperrbeschluss wurde noch 1980 vom Wiener Gemeinderat aufgehoben.
In der Folge wurde die Aufbahrungshalle 1984/85 umgebaut und durch einen Zubau erweitert. Der Innenraum wurde nach Plänen des Architekten Erich Boltenstern umgestaltet. 1985 und 1986 errichtete die Friedhofsverwaltung zudem ein Kanzleigebäude sowie eine neue Begrenzungsmauer.

## Grabstätten bedeutender Persönlichkeiten

### Ehrenhalber gewidmete Gräber

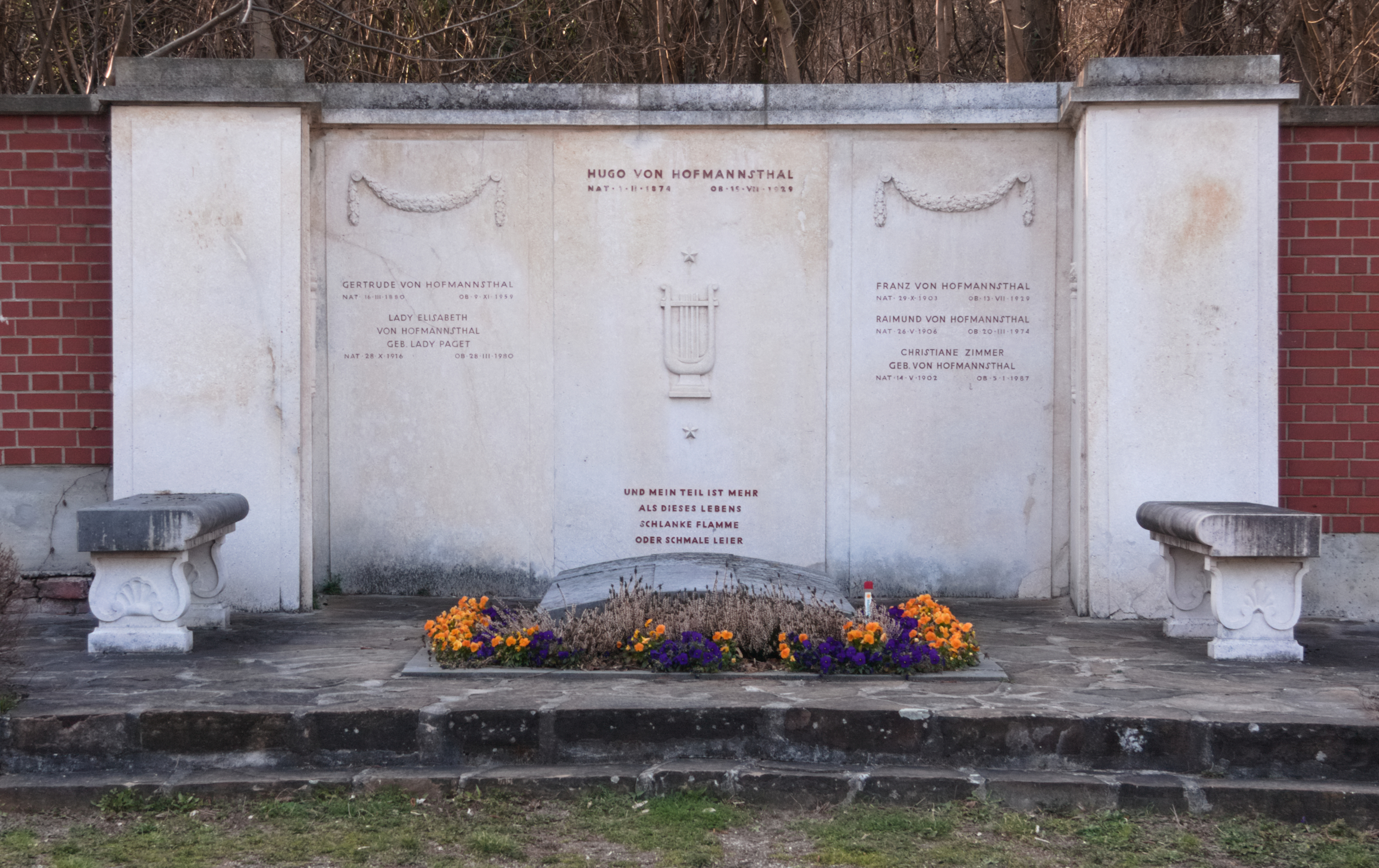
Grab Hugo von Hofmannsthals am Kalksburger Friedhof

Der Kalksburger Friedhof weist 4 ehrenhalber gewidmete Gräber auf.
| Name                       | Lebensdaten         | Tätigkeit                 |
| -------------------------- | ------------------- | ------------------------- |
| Otto Edelmann              | 1917–2003           | Kammersänger              |
| Hugo von Hofmannsthal      | 1874–1929           | Schriftsteller            |
| Ludwig Heinrich Jungnickel | 1881–1965           | Maler und Illustrator     |
| Anna Katzer Karl Katzer    | 1856–1920 1842–1922 | Volkssängerin Volkssänger |

### Gräber weiterer Persönlichkeiten
Weitere bedeutende Persönlichkeiten, die am Kalksburger Friedhof begraben sind:
| Name                       | Lebensdaten | Tätigkeit                        |
| -------------------------- | ----------- | -------------------------------- |
| Rudolf Hermann Eisenmenger | 1902–1994   | Maler                            |
| Leopold Hennet             | 1876–1950   | Beamter (Grab aufgelassen)       |
| Maximilian Huber           | 1833–1919   | Jesuitenpater und Schriftsteller |
| Franz Kiener               | 1926–2023   | Architekt                        |
| Günther Kraus              | 1930–1988   | Maler                            |
| Bernhard Hieronymus Ludwig | 1834–1897   | Möbelfabrikant und Kunsttischler |
| Stefanie Rabatsch          | 1887–1975   | Jugendschwarm von Adolf Hitler   |
| Günter Schmidt             | 1941–2010   | Journalist                       |
| Anton Straub               | 1852–1931   | Theologe und Buchautor           |
| Herma Svatek               | 1953–2014   | Pianistin und Musikpädagogin     |
| Hildegard Teuschl          | 1937–2009   | Sozialreformerin                 |
| Hubert Trimmel             | 1924–2013   | Karst- und Höhlenforscher        |
| Ottokar Uhl                | 1931–2011   | Architekt                        |
| Karl Vak                   | 1930–2001   | Generaldirektor                  |